# St Endellion

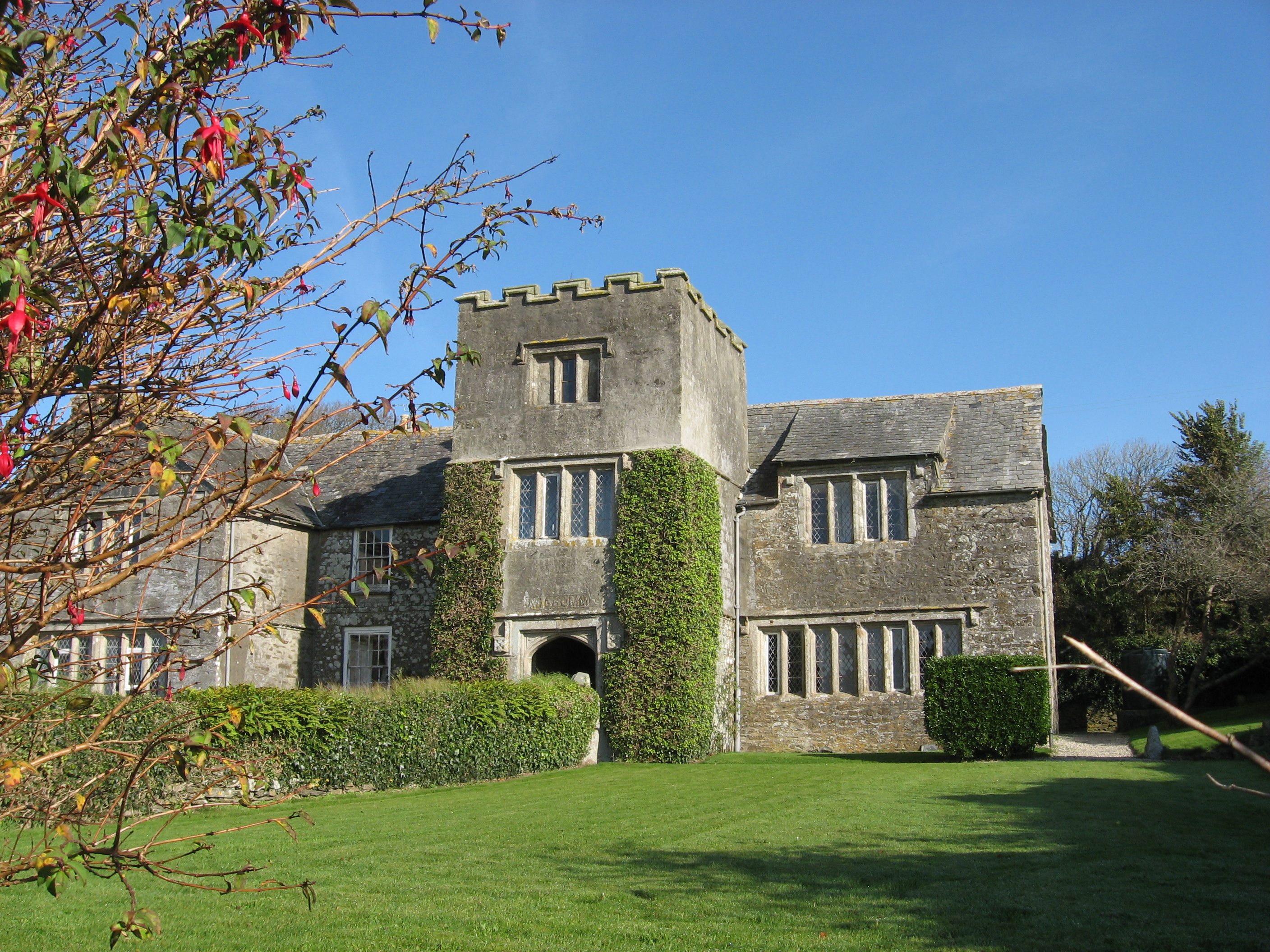
St Endellion: Tresungers Farm

St Endellion (in lingua cornica: Sen Endelyn) è un villaggio con status di parrocchia civile della contea inglese della Cornovaglia (Inghilterra sud-occidentale), facente parte del distretto della Cornovaglia Settentrionale (North Cornwall). Conta una popolazione di circa 900-1.000 abitanti.

## Geografia fisica
St Endellion si trova tra Camelford e Padstow (rispettivamente a sud-ovest della prima e a nord della seconda), a circa 4 miglia a nord di Wadebridge.
Il villaggio è situato nell'entroterra, ma la parrocchia civile di St Endellion si estende fino alla costa che si affaccia sul Mare d'Irlanda.

## Origini del nome
Il nome della località deriva da quello di una santa di nome Endelienta, una missionaria vissuta nel V secolo.

## Storia
Nel 1260, è menzionata per la prima volta una chiesa in loco.
Il villaggio balzò nelle cronache il 24 agosto 2010, quando il primo ministro britannico  David Cameron e la moglie, dopo un viaggio in Cornovaglia, diedero alla figlia appena nata come secondo nome il nome Endellion in onore del villaggio.

## Monumenti e luoghi d'interesse

### Architetture religiose

#### Chiesa di Santa Endelienta
Principale edificio religioso di St Endellion è la chiesa dedicata a Santa Endelienta, la cui forma attuale risale al XV-XVI secolo.

## Società

### Evoluzione demografica
Nel 2016, la popolazione stimata della parrocchia civile era pari a 939 abitanti, di cui 472 erano uomini e 467 erano donne.
La popolazione al di sotto dei 18 anni era pari a 164 unità, di cui 87 erano i bambini al di sotto dei 0 anni.
La parrocchia civile ha conosciuto un progressivo decremento demografico: nel 2011 la popolazione censita era infatti pari a 1.029 unità, mentre nel 2001 era pari a 1.143 unità.

## Cultura

### Eventi
A St Endellion si tiene ogni due anni dal 1959 un festival musicale, il St Endellion Music Festival.